# Órgano tendinoso de Golgi

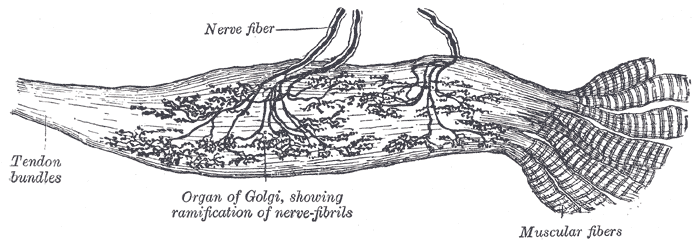
Órgano tendinoso de Golgi de un tendón calcáneo de humano.

El órgano tendinoso de Golgi (también llamado órgano de Golgi, órgano neurotendinoso o huso neurotendinoso) es un órgano receptor sensorial propioceptivo situado específicamente en los tendones de los músculos esqueléticos (próximo a la unión musculotendinosa).

## Anatomía
El cuerpo del órgano tendinoso de Golgi se encuentra conformado por hebras de colágeno, las que se encuentran conectadas en un extremo con fibras musculares, y en el otro extremo con el tendón propiamente dicho. Cada órgano tendinoso de Golgi es inervado por una fibra sensorial de tipo Ib (un axón aferente), que se ramifica y termina como extremos espirales alrededor de las hebras de colágeno. La fibra sensorial de tipo Ib posee un axón mielínico de gran diámetro. Cada órgano tendinoso de Golgi se encuentra encerrado dentro de una cápsula fibrosa, la cual contiene un extenso número de fascículos tendinosos (fascículos intrafusales). Una o más fibras nerviosas perforan los lados de la cápsula y pierden sus envolturas medulares; los cilindroejes se subdividen y finalizan entre las fibras tendinosas en discos irregulares o varices.

## Función
Durante la contracción muscular, las fibras de colágeno se estiran y el músculo se acorta. El órgano tendinoso de Golgi envía impulsos cuando el músculo se alarga. Esta distensión deforma los terminales de la fibra sensorial de tipo Ib, ante lo cual se abren los canales catiónicos sensibles a la distensión. Como resultado, el axón se despolariza y se disparan potenciales de acción que desencadenan el impulso nervioso hacia el sistema nervioso central, por medio de la médula espinal. La frecuencia del potencial de acción señala la fuerza que es convertida dentro del músculo.
La retroalimentación sensorial juega un importante rol en los reflejos espinales y en el control central de la contracción muscular. Específicamente, se postula que porque un órgano tendinoso de Golgi existe en conexión serial con las fibras musculares, se puede medir la tensión de cada contracción realizada por el músculo. El axón aferente de tipo Ib realiza sinapsis con la interneurona dentro de la médula espinal y además retransmite la información hacia el cerebro. Uno de los principales reflejos espinales que recibe la entrada de información de la fibra sensorial de tipo Ib es el reflejo de inhibición autogénica, el que se involucra en la regulación de los perfiles de fuerza de las contracciones musculares continuas.
Las vías aferentes (o ascendentes) con destino hacia el cerebelo son los tractos espinocerebelosos anterior y posterior, los que se encuentran involucrados en la regulación cerebelar del movimiento.(Se suele utilizar para la realización de ejercicios de flexibilidad)
El órgano tendinoso de Golgi forma parte del sistema propioceptivo. Esto quiere decir que es uno de los órganos especializados que envía información al cerebro sobre los movimientos propios y los hace conscientes.
El sistema propioceptivo está compuesto por receptores neurológicos que se encuentran ubicados en las articulaciones, músculos y ligamentos.